# Diversidad genética

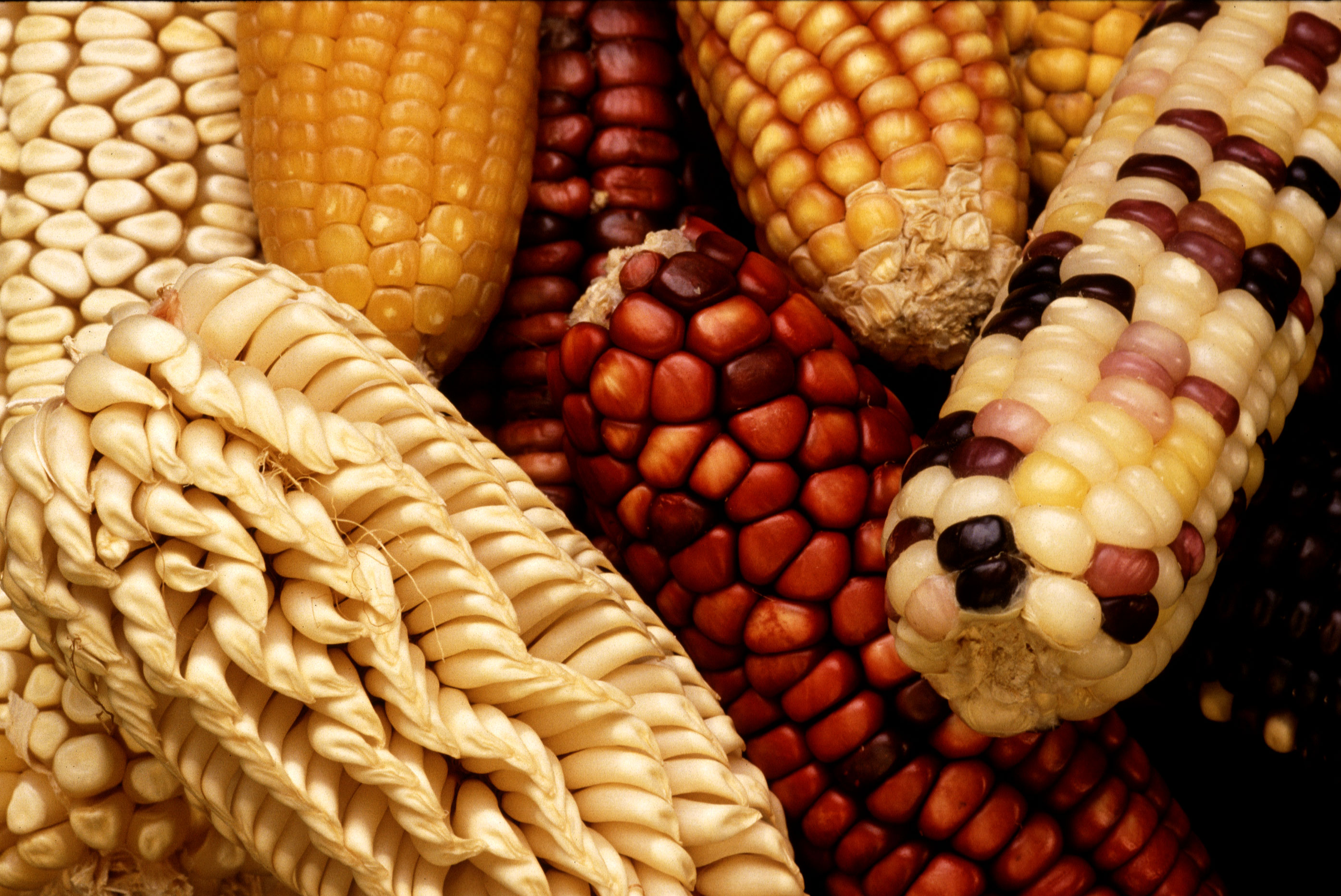
Diversidad genética en maíz Zea mays

La diversidad genética es el número total de características genéticas diferentes entre los individuos de una especie. Es el componente básico de la biodiversidad. Representa la capacidad para encontrar individuos que suplan a otros afectados por dolencias congénitas, malformaciones, debilidad ante patógenos y otros problemas hereditarios. Cuanto mayor diversidad genética, mayores probabilidades tienen las especies de sobrevivir los cambios del medio ambiente 
P. J.Smith (1996, p. 1) la define como:

La información contenida en los genes de los distintos individuos de una especie.

Según el mismo autor, la diversidad genética se ha estudiado mucho en organismos de tierra firme, especialmente la referente a los bosques tropicales. Menos en organismos marinos, centrándose principalmente en los mamíferos y las aves, escaseando la documentación sobre la diversidad genética de los peces. La pérdida de diversidad y la consiguiente endogamia puede constituir una causa de extinción en todos los grupos taxonómicos.
El estudio de la genética de poblaciones incluye varias hipótesis y teorías acerca de la diversidad genética. La teoría neutralista de la evolución propone que la diversidad es el resultado de la acumulación de mutaciones neutrales. La selección disruptiva es la hipótesis de que dos subpoblaciones de una especie viven en ambientes diferentes que seleccionan diferentes alelos de un mismo locus. Esto puede ocurrir, por ejemplo, si la especie tiene una distribución geográfica extensa comparada a la movilidad de los individuos dentro de ella. La selección según la frecuencia es la hipótesis de que a medida que los alelos se vuelven más comunes, llegan a ser más vulnerables. Esto ocurre en las interacciones patógeno-huésped donde una alta frecuencia del gen defensor en el huésped significa que, si el patógeno se adapta a esa defensa, todos los que tienen ese alelo se vuelven vulnerables.

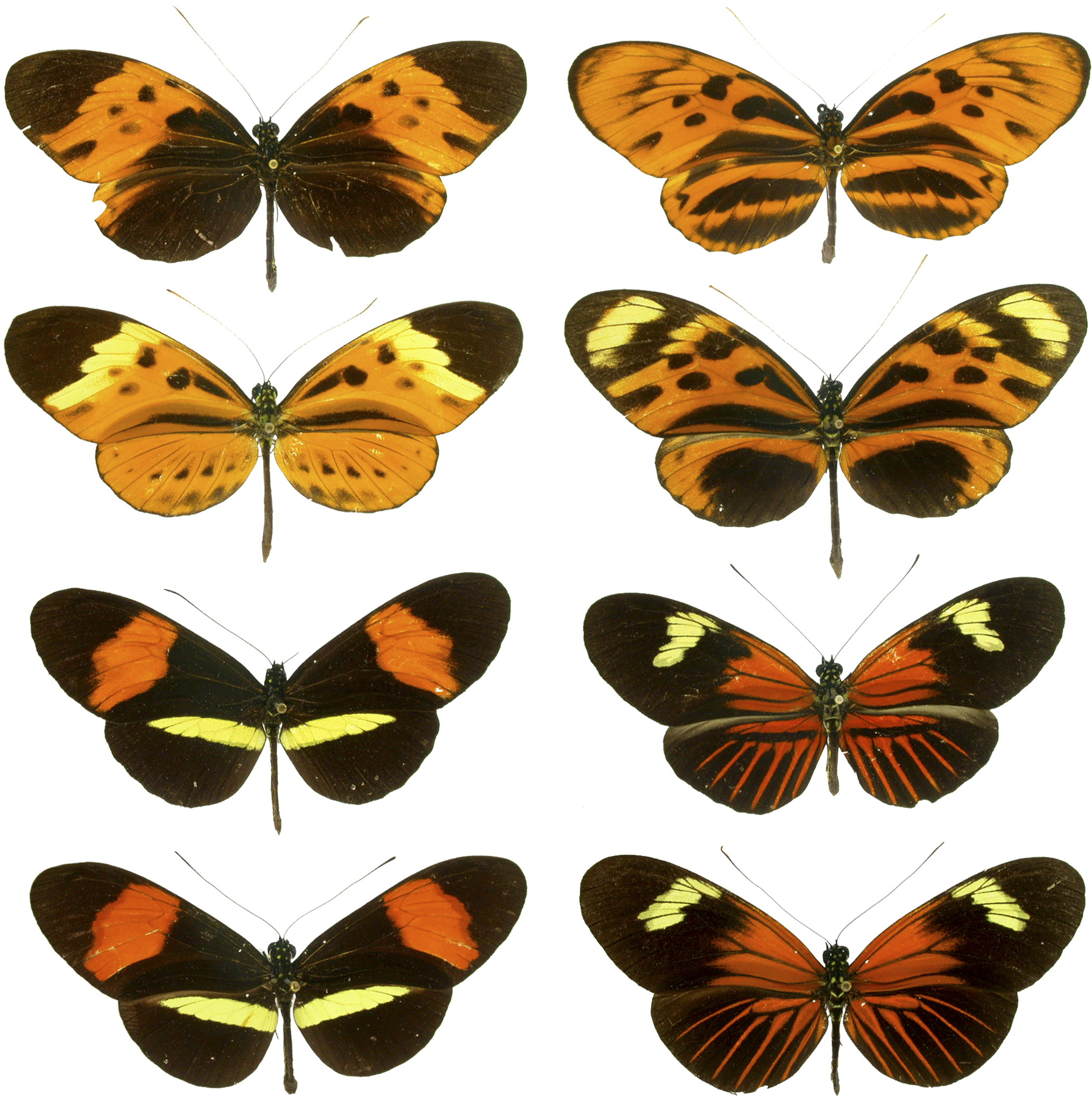
Mariposas Heliconius del trópico del hemisferio occidental, ejemplos clásicos de mimetismo mülleriano. Cuatro morfos de H. numata, dos morfos de H. melpomene y dos morfos de H. erato mímicos.

## Importancia de la diversidad genética
Un estudio financiado por la Fundación Nacional para la Ciencia (National Science Foundation, NSF) en 2007 muestra que la diversidad genética y la diversidad biológica o biodiversidad (en términos de diversidad de especies) son interdependientes. La diversidad dentro de cada especie es necesaria para mantener diversidad entre las especies y viceversa. Según el autor principal de este estudio, Richard Lankau, de la Universidad de California en Davis, «si se extrae del sistema uno u otro tipo de diversidad, el ciclo puede romperse y la comunidad puede quedar dominada por una sola especie». Se ha encontrado diversidad genotípica y fenotípica en todas las especies y en todos los niveles: proteína, ADN y organismo. En la naturaleza esta diversidad no ocurre al azar sino que está fuertemente estructurada y se correlaciona con las variaciones ambientales y con el estrés ambiental.
La interdependencia entre la genética y la diversidad de las especies es delicada. Los cambios en la diversidad de especies acarrean cambios en el ambiente, que a su vez inducen adaptaciones de las especies restantes. Las pérdidas de diversidad genética llevan a la pérdida de diversidad biológica. Se ha estudiado la reducción de la diversidad genética en las poblaciones de animales domésticos y se la atribuye a las demandas del creciente mercado y a la globalización de la economía.
La diversidad genética es importante por dos razones. Primero, la adaptación biológica contribuye a un aumento de la diversidad genética y segundo la eficacia biológica está íntimamente relacionada con la heterocigosis (diversidad de genes alelos), una medida común de diversidad genética. Una forma de comprender la importancia de la diversidad genética es ver lo que pasa cuando esta sufre una severa reducción. Los repetidos apareamientos entre parientes cercanos o la autofecundación (o sea la endogamia) traen como consecuencia una pérdida de heterocigosis. La endogamia a su vez lleva a la depresión endogámica con pérdida de eficacia biológica. Los genes deletéreos predominan y esto puede llevar a la extinción. Esto puede ocurrir cuando se trata de poblaciones muy pequeñas.

### Importancia agrícola
Desde los comienzos de la agricultura se han usado métodos de selección artificial para transmitir los rasgos deseables de las cosechas y descartar los desventajosos. La selección artificial puede llevar a monocultivos: grandes granjas con un solo tipo de plantas genéticamente idénticas. La carencia de diversidad genética puede producir cosechas sumamente vulnerables a una enfermedad y contribuir a la difusión de la misma.  Las bacterias continuamente están evolucionando; así cuando una variedad de bacteria encuentra plantas con una vulnerabilidad correspondiente, el resultado es que las bacterias pueden atacar a todas las plantas de esa variedad y multiplicarse en grandes cantidades destruyendo la cosecha entera.
Un caso bien conocido fue la Gran hambruna irlandesa de la patata. Como las nuevas plantas de patata no provienen de semillas sino de trozos de la planta madre, son todas clones con el mismo acervo genético y carentes de diversidad. Así son todas susceptibles a los mismos patógenos. En la década de 1840, la mayoría de la población de Irlanda dependía de patatas para su alimentación. Plantaban la variedad llamada "lumper" que era muy susceptible a un protista oomiceto llamado  Phytophthora infestans. Este oomiceto destruyó la mayor parte de la cosecha de patatas causando tal hambruna en la población que se calcula que uno de cada ocho habitantes fallecieron por esta causa.
La diversidad genética en agricultura es importante no solamente con los patógenos, sino también con los herbívoros, especialmente insectos herbívoros. Como en el ejemplo anterior la agricultura de monocultivos selecciona rasgos uniformes para todas las plantas de un campo de cultivo. Si este genotipo es susceptible a ciertos herbívoros, estos se multiplican y pueden llegar a destruir la cosecha entera o gran parte de ella. Los agricultores usan el método de alternancia de cosechas o cultivos asociados en los campos para reducir la diseminación de herbívoros. Plantan diversas cosechas en hileras alternadas dentro de un mismo campo o también usan la rotación de cultivos. Esto reduce la efectividad de los herbívoros porque encuentran más difícil ir de unas a otras plantas.

### Importancia en la ganadería
La diversidad genética de las especies de ganado permite la producción de animales en una variedad de hábitats y con gran variedad de objetivos. Proporciona la materia bruta para programas de selección artificial. Permite que las poblaciones de ganado se adapten a condiciones ambientales cambiantes.
La diversidad genética del ganado se puede perder como resultado de la extinción de razas y por otras formas de erosión del acervo genético. En junio de 2014 la Organización de las Naciones Unidas para la Alimentación y la Agricultura (Food and Agriculture Organization, FAO) calculó que de las 8.774 razas de animales domésticos 17% están en riesgo de extinción y 7% posiblemente extintas. El conocimiento de la importancia de mantener los recursos genéticos va creciendo. Hoy en día existe un plan global de acción de recursos genéticos animales que fue desarrollado bajo los auspicios de la FAO en 2007. Proporciona guías para el manejo de recursos genéticos de animales domésticos con el propósito de mantener su diversidad.

## Deriva genética
La deriva genética es un cambio genético aleatorio, en donde habrá cambios en las frecuencias alélicas en el momento de la fecundación de los gametos si llegan a fertilizarse. Es decir, es probable que no se produzca los mismos resultados en diferentes poblaciones. Ocurre cuando por casualidad sólo ciertos miembros de una población se reproducen y transmiten sus alelos a la generación siguiente. Las frecuencias alélicas en el acervo genético de la siguiente generación pueden ser muy diferentes de las generaciones anteriores. 
Por otra parte, cuando una mutación nueva surge dentro de una población su frecuencia está representada por una única copia dentro de los genes de la población. La probabilidad de que esa mutación sobreviva y pueda transmitir de una generación a la siguiente, está determinada tanto por el azar (casualidad probable), como por los fenómenos de selección natural. En este caso dependerá sólo de probabilidades, la frecuencia del alelo mutante variará de generación en generación.
Es aún más notoria en poblaciones pequeñas, debido a que el grupo no es representativo desde el punto de vista genético dentro del grupo poblacional mayor, y puede ser causada porque los individuos poseedores de un alelo determinado no se reproducen o lo hacen en baja proporción, por lo que en la siguiente generación de este alelo desaparece o disminuye su frecuencia. La deriva genética entonces,  tiende a aumentar la variabilidad genética entre las poblaciones.

### Efecto cuello de botella

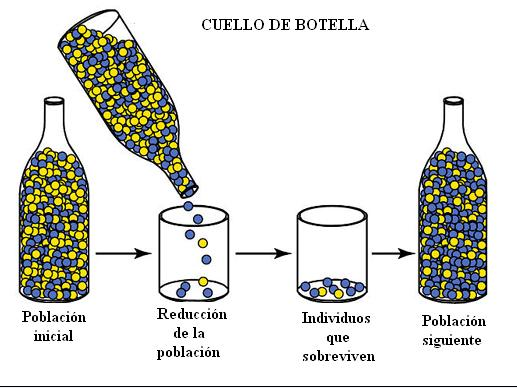

En ocasiones, una especie llega casi a punto de extinguirse debido, por ejemplo, a un desastre natural o a la caza o pérdida de su hábitat que producirá una reducción en la población. Es como si gran parte de la población quedara atrás y entonces, sólo una parte sobrevive impidiendo que la mayoría de los genotipos participen en la producción de la siguiente generación. Provocan cambios considerables en las frecuencias de alelos y de la variabilidad genética 

### Efecto del fundador
Es un ejemplo de deriva genética en el cual los alelos o combinaciones de alelos inusuales se presentan con mayor frecuencia en una población apartada del resto. Es decir, si uno de los fundadores del nuevo grupo poblacional aporta un alelo relativamente raro, dicho alelo llegará a transmitirse y expandirse con una frecuencia relativamente alta. Los alelos particulares que los fundadores portan, están determinados tan solo por el azar. Por ejemplo, se puede observar en la alta incidencia del desorden neurológico de la enfermedad de Huntington.

## Flujo genético

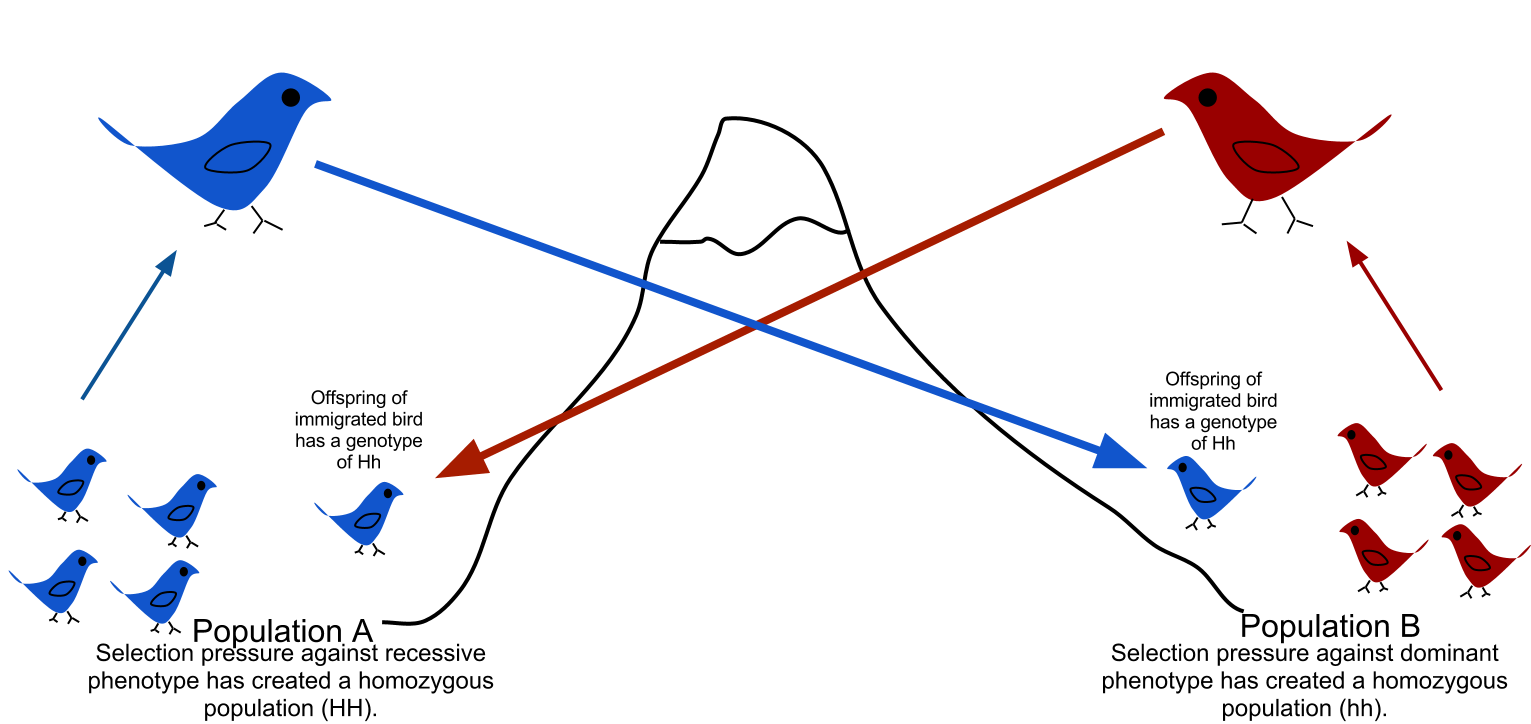
Flujo genético, transferencia de alelos de una población a otra debida a migración de individuos.

En contraste con la deriva genética, (que permite la variación genética por casualidad en poblaciones pequeñas), el flujo genético es definido como la difusión lenta de genes a través de una barrera racial. Es un proceso que involucra a una población más o menos grande de individuos, junto con un cambio gradual en sus frecuencias genéticas. Los genes de las poblaciones migratorias con sus frecuencias génicas migran en forma gradual a un gen mayor.
También conocido como migración genética, es el movimiento de alelos entre las poblaciones por migración de los individuos que se reproducen. Puede haber un flujo constante de genes entre las poblaciones animales cercanos debido a la migración de organismos. Incluso aumenta la variación dentro de una población al introducir alelos novedosos que se produjeron por mutaciones en la población. Es una fuerza evolutiva que contribuye a que todos los organismos de una región extensa, se conserven como una sola especie. Es evidente que sin flujo de genes entre poblaciones de la misma especie, sería factor clave en la aparición de una nueva especie.  
Ayuda a la variabilidad genética de una población cuando un inmigrante trae a un nuevo alelo que podría ser beneficio o dañino. Siempre que hay movimiento de genes de una parte de la distribución de una especie a otra hay un flujo genético. Es decir, se opera cuando especies de una población se mueven a otra para determinar su durabilidad dependerá de que esas nuevas poblaciones persistan por un tiempo prolongado.
"Si no existe flujo genético habrá diferentes alelos en diferentes localidades"  J.B.S
A comparación de la deriva genética, (según su variación será por azar en una población pequeña), el flujo genético lo hará con una población de media a grande con la brevedad de los genes de una forma lenta por una barrera racial con el cambio de las frecuencias genéticas.  

## Supervivencia y adaptación
La diversidad genética juega un papel importante en la supervivencia y adaptabilidad de las especies. Cuando cambia el hábitat de una población, esta tiene que adaptarse para sobrevivir; la adaptabilidad de una población determina su capacidad de superar los desafíos ambientales. Si existe variación en el acervo genético de la población, esto permite que la selección natural actúe sobre los rasgos de la población que permiten la adaptación al ambiente cambiante. Cuanta más diversidad hay en una población, mayor es la probabilidad de que la población pueda adaptarse a los nuevos cambios.
La diversidad genética es indispensable para que evolucionen las especies. Cuando la diversidad genética dentro de una especie está muy reducida se vuelve muy difícil que haya una reproducción saludable; los descendientes tienen una alta probabilidad de tener problemas como consecuencia de la depresión endogámica. La vulnerabilidad de una población a ciertos tipos de enfermedades también tiende a aumentar con la reducción de la diversidad genética. Estos problemas pueden ser más marcados en el caso de mamíferos de mayor tamaño debido a sus poblaciones pequeñas y también a los efectos de las acciones humanas.

## Medidas de diversidad genética
Se puede estimar la diversidad de una población de varias maneras.
- Diversidad génica, proporción de locus polimórficos en todo el genoma.
- Heterocigosis, la fracción de individuos que son heterocigotos en un determinado locus.
- Alelos por locus también usada para demostrar variedad.
- Diversidad de nucleótidos, cantidad de polimorfismos de nucleótidos en una población. Se mide comúnmente por medio de marcadores moleculares tales como secuencias de ADN micro y minisatélitales, ADN mitocondrial y polimorfismos de nucleótidos individuales.[27]